# Fannie Woods
Fannie Bell Woods est une pianiste, organiste et compositrice américaine de musique ragtime, née le 23 mai 1892 et morte le 28 décembre 1974 à Louisville dans le Kentucky. 
Elle ne fit publier qu'un seul rag, "Sweetness" (en 1912).

## Composition
1912
- Sweetness - Rag Two Step

Jusqu'en 2005, cette pièce était censée avoir été publiée par Charles L. Johnson utilisant un pseudonyme. Fannie Woods composa cette pièce à l'âge de 19 ans.